# Quemusia austrina
Quemusia austrina är en spindelart som beskrevs av Davies 1998. Quemusia austrina ingår i släktet Quemusia och familjen Amphinectidae.
Artens utbredningsområde är Queensland. Inga underarter finns listade i Catalogue of Life.